# Anthaxia karati
Anthaxia karati es una especie de escarabajo del género Anthaxia, familia Buprestidae. Fue descrita científicamente por Obo il & Bílý en 2003.